# 명인전 (쇼기)
명인전(名人戦)은 아사히 신문사와 마이니치 신문사가 공동주최하는 쇼기 기전이다. 도전기 형식의 타이틀전(용왕전, 명인전, 왕위전, 왕좌전, 기왕전, 예왕전, 왕장전, 기성전) 중 하나로 서열 2위 기전이다. 8개의 타이틀전 중 가장 오랜 역사를 가지고 있으며, 용왕전과 함께 쇼기계의 양대 타이틀전으로 꼽힌다.

## 개요
명인과 도전자 간의 7번기를 일컫는다. 다른 타이틀전과 달리 도전자를 선발하기 위한 대회는 순위전이라는 별도의 명칭을 사용하고, 도전자와 타이틀홀더의 번기승부 만을 명인전이라고 부른다.

## 역대 7번기 결과

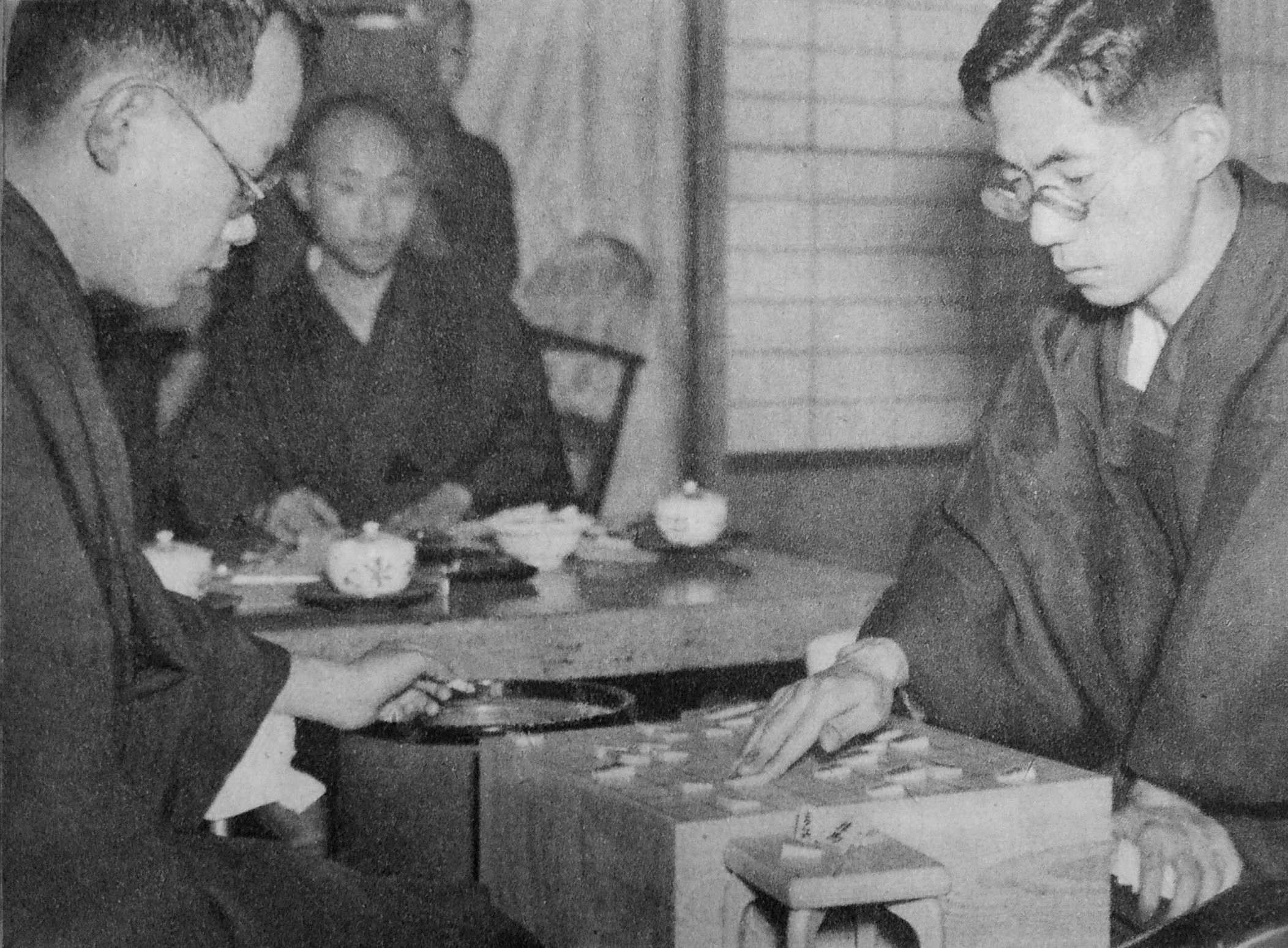
1948년에 열린 명인전에 참가한 오야마 야스하루(왼쪽)와 쓰카다 마사오(오른쪽)

※ 전적은 우승자 기준으로 O = 승, X = 패, 千 = 천일수, 持 = 지쇼기를 나타낸다.
| 기 | 연도      | 우승자            | 전적                         | 준우승자                     | 비고 |
| -- | --------- | ----------------- | ---------------------------- | ---------------------------- | --- |
| 1  | 1937 1938 | 키무라 요시오     | -                            | -                            | 명인 후보 2인을 정하는 리그전에서 1위 키무라와 2위 하나다의 성적이 크게 차이난 관계로 1938년에 예정된 번기승부를 취소하고 키무라가 명인으로 결정                                                       |
| 2  | 1939 1940 | 키무라 요시오     | OO千千XOO                    | 도이 이치타로                | |
| 3  | 1941 1942 | 키무라 요시오     | OOOO                         | 칸다 타츠노스케              | |
| 4  | 1943 1944 | 키무라 요시오     | -                            | -                            | 토너먼트로 선발된 4명의 예비자격자가 키무라에게 기물을 접히고 예비대국을 치러서 도전자를 결정할 계획이었으나 예비대국에서 키무라가 전승 도전권 획득자가 없었던 관계로 번기승부 없이 키무라의 방어 결정 |
| 5  | 1945 1946 | 키무라 요시오     | -                            | -                            | 근년의 성적으로 예비자격자를 선발하였으나, 전쟁으로 예비시합이 중지되어 번기승부도 취소. 특례로 키무라의 방어 인정 키무라 14세 명인 자격 획득                                                          |
| 6  | 1947      | 츠카다 마사오     | XX持OO千O千O                 | 키무라 요시오                | |
| 7  | 1948      | 츠카다 마사오     | XOOX千OO                     | 오오야마 야스하루            | |
| 8  | 1949      | 키무라 요시오     | XOXOO                        | 츠카다 마사오                | 5번기로 진행 |
| 9  | 1950      | 키무라 요시오     | OOXXOO                       | 오오야마 야스하루            | |
| 10 | 1951      | 키무라 요시오     | OXOOXO                       | 마스다 코조                  | |
| 11 | 1952      | 오오야마 야스하루 | XOOOO                        | 키무라 요시오                | |
| 12 | 1953      | 오오야마 야스하루 | OOXOO                        | 마스다 코조                  | |
| 13 | 1954      | 오오야마 야스하루 | 千OOOXO                      | 마스다 코조                  | |
| 14 | 1955      | 오오야마 야스하루 | OXOOXO                       | 타카시마 카즈키요            | |
| 15 | 1956      | 오오야마 야스하루 | OOOO                         | 하나무라 모토지              | 오오야마 15세 명인 자격 획득 |
| 16 | 1957      | 마스다 코조       | OXOOXO                       | 오오야마 야스하루            | |
| 17 | 1958      | 마스다 코조       | OOO持XXO                     | 오오야마 야스하루            | |
| 18 | 1959      | 오오야마 야스하루 | 千XOOOO                      | 마스다 코조                  | |
| 19 | 1960      | 오오야마 야스하루 | XOOO千O                      | 카토 히후미                  | |
| 20 | 1961      | 오오야마 야스하루 | OOOXO                        | 마루타 유조                  | |
| 21 | 1962      | 오오야마 야스하루 | OOOO                         | 후타카미 타츠야              | |
| 22 | 1963      | 오오야마 야스하루 | OOOXO                        | 마스다 코조                  | |
| 23 | 1964      | 오오야마 야스하루 | XOOXOO                       | 후타카미 타츠야              | |
| 24 | 1965      | 오오야마 야스하루 | OOOXO                        | 야마다 미치요시              | |
| 25 | 1966      | 오오야마 야스하루 | XXOOOO                       | 마스다 코조                  | |
| 26 | 1967      | 오오야마 야스하루 | OOOXO                        | 후타카미 타츠야              | |
| 27 | 1968      | 오오야마 야스하루 | OOOO                         | 마스다 코조                  | |
| 28 | 1969      | 오오야마 야스하루 | XOOXXOO                      | 아리요시 미치오              | |
| 29 | 1970      | 오오야마 야스하루 | OXOOO                        | 나다 렌쇼                    | |
| 30 | 1971      | 오오야마 야스하루 | OXXOXOO                      | 마스다 코조                  | 최연장 명인 방어 (48세 3개월) |
| 31 | 1972      | 나카하라 마코토   | OXXOXOO                      | 오오야마 야스하루            | |
| 32 | 1973      | 나카하라 마코토   | OOOO                         | 카토 히후미                  | |
| 33 | 1974      | 나카하라 마코토   | XOOXOXO                      | 오오야마 야스하루            | |
| 34 | 1975      | 나카하라 마코토   | XOO千XXO持O                  | 오오우치 노부유키            | |
| 35 | 1976      | 나카하라 마코토   | OXXOOXO                      | 요네나가 쿠니오              | 나카하라 16세 명인 자격 획득 |
| -  | 1977      | 나카하라 마코토   | 스폰서 변경 문제로 인해 중지 | 스폰서 변경 문제로 인해 중지 | 스폰서 변경 문제로 인해 중지 |
| 36 | 1978      | 나카하라 마코토   | XOXO千OO                     | 모리 케이지                  | |
| 37 | 1979      | 나카하라 마코토   | XXOOOO                       | 요네나가 쿠니오              | |
| 38 | 1980      | 나카하라 마코토   | OX持OOO                      | 요네나가 쿠니오              | |
| 39 | 1981      | 나카하라 마코토   | OOOXO                        | 키리야마 키요즈미            | |
| 40 | 1982      | 카토 히후미       | 持XOXO千OX千O                | 나카하라 마코토              | |
| 41 | 1983      | 타니가와 코지     | OOOXXO                       | 카토 히후미                  | |
| 42 | 1984      | 타니가와 코지     | OOOXO                        | 모리야스 히데미츠            | |
| 43 | 1985      | 나카하라 마코토   | OOOXXO                       | 타니가와 코지                | |
| 44 | 1986      | 나카하라 마코토   | OOXOO                        | 오오야마 야스하루            | 최연장 명인도전 (63세 2개월) |
| 45 | 1987      | 나카하라 마코토   | XXOOOO                       | 요네나가 쿠니오              | |
| 46 | 1988      | 타니가와 코지     | XOOOXO                       | 나카하라 마코토              | |
| 47 | 1989      | 타니가와 코지     | OOOO                         | 요네나가 쿠니오              | |
| 48 | 1990      | 나카하라 마코토   | OXOXOO                       | 타니가와 코지                | |
| 49 | 1991      | 나카하라 마코토   | OOOXO                        | 요네나가 쿠니오              | |
| 50 | 1992      | 나카하라 마코토   | XXOXOOO                      | 타카하시 미치오              | |
| 51 | 1993      | 요네나가 쿠니오   | OOOO                         | 나카하라 마코토              | |
| 52 | 1994      | 하부 요시하루     | OOOXXO                       | 요네나가 쿠니오              | |
| 53 | 1995      | 하부 요시하루     | OOXOO                        | 모리시타 타쿠                | |
| 54 | 1996      | 하부 요시하루     | OOOXO                        | 모리우치 토시유키            | |
| 55 | 1997      | 타니가와 코지     | OXOOXO                       | 하부 요시하루                | 타니가와 17세 명인 자격 획득 |
| 56 | 1998      | 사토 야스미츠     | XOXOXOO                      | 타니가와 코지                | |
| 57 | 1999      | 사토 야스미츠     | OOXXXOO                      | 타니가와 코지                | |
| 58 | 2000      | 마루야마 타다히사 | OOXXXOO                      | 사토 야스미츠                | |
| 59 | 2001      | 마루야마 타다히사 | OX千XOXOO                    | 타니가와 코지                | |
| 60 | 2002      | 모리우치 토시유키 | OOOO                         | 마루야마 타다히사            | |
| 61 | 2003      | 하부 요시하루     | OOO千O                       | 모리우치 토시유키            | |
| 62 | 2004      | 모리우치 토시유키 | OOXOXO                       | 하부 요시하루                | |
| 63 | 2005      | 모리우치 토시유키 | XOOOXXO                      | 하부 요시하루                | |
| 64 | 2006      | 모리우치 토시유키 | OOXOXO                       | 타니가와 코지                | |
| 65 | 2007      | 모리우치 토시유키 | XXOOOXO                      | 고다 마사타카                | 모리우치 18세 명인 자격 획득 |
| 66 | 2008      | 하부 요시하루     | XOOOXO                       | 모리우치 토시유키            | 하부 19세 명인 자격 획득 |
| 67 | 2009      | 하부 요시하루     | OXOXXOO                      | 고다 마사타카                | |
| 68 | 2010      | 하부 요시하루     | OOOO                         | 미우라 히로유키              | |
| 69 | 2011      | 모리우치 토시유키 | OOOXXXO                      | 하부 요시하루                | |
| 70 | 2012      | 모리우치 토시유키 | OXOXOO                       | 하부 요시하루                | |
| 71 | 2013      | 모리우치 토시유키 | OOXOO                        | 하부 요시하루                | |
| 72 | 2014      | 하부 요시하루     | OOOO                         | 모리우치 토시유키            | |
| 73 | 2015      | 하부 요시하루     | OXOOO                        | 나메카타 히사시              | |
| 74 | 2016      | 사토 아마히코     | XOOOO                        | 하부 요시하루                | |
| 75 | 2017      | 사토 아마히코     | XOXOOO                       | 이나바 아키라                | |
| 76 | 2018      | 사토 아마히코     | XOXOOO                       | 하부 요시하루                | |
| 77 | 2019      | 토요시마 마사유키 | 千OOOO                       | 사토 아마히코                | |
| 78 | 2020      | 와타나베 아키라   | OXXOOO                       | 토요시마 마사유키            | |
| 79 | 2021      | 와타나베 아키라   | XOOOO                        | 사이토 신타로                | |